# أربنجن
أَرِبينْجَن أو رَبِنْجَن هي بُلَيْدَة تاريخيَّة تقع في نواحي الصغد. وكانت أيضًا من أعمال سمرقند.

## أعلام
نُسب إلى هذه البليدة عددٌ من الأعلام، منهم:
- أبو بكر أحمد بن محمد بن موسى بن رجاء الأربنجني: فقيه حنفي. توفي سنة 369هـ / 979م.

### فهرس المنشورات
1. 1 2  الحموي (1977)، ج. 1، ص. 140.

### معلومات المنشورات كاملة
الكتب مرتبة حسب تاريخ النشر
- ياقوت الحموي (1977)، معجم البلدان (ط. 1)، بيروت: دار صادر، OCLC:1014032934، QID:Q114913343